# Trinidad sour
Le Trinidad Sour est un cocktail officiel de l'IBA.
Fait inhabituel pour un cocktail, il utilise des bitters Angostura comme base plutôt que comme simple agent aromatisant. Les bitters constituent le composant principal de la boisson, dans sa formulation IBA. 
Le Trinidad Sour a été présenté lors d'un concours en 2009 par Giuseppe Gonzalez, barman du Clover Club, mais a été un échec total, ne parvenant même pas à figurer dans le top 10 du concours. Au fil du temps, la boisson a pourtant gagné en popularité et s'est imposée comme un classique moderne.